# Prepona andicola
Prepona andicola är en fjärilsart som beskrevs av Hans Fruhstorfer 1904. Prepona andicola ingår i släktet Prepona och familjen praktfjärilar. Inga underarter finns listade i Catalogue of Life.